# Федоровский, Александр Олегович
Алекса́ндр Оле́гович Федоро́вский (род. 17 апреля 1959, Москва) — советский пловец, серебряный призёр Олимпийских игр. Мастер спорта международного класса.

## Карьера
Тренировался у Алексея Красикова. На Олимпиаде в Москве участвовал в заплывах на 100 метров брассом и в комбинированной эстафете 4×100. В брассе занял 4-е место, а в эстафете участвовал в предварительном заплыве вместе с Владимиром Шеметовым, Алексеем Марковским и Сергеем Красюком. В финале их заменили другие пловцы, которые выиграли серебро.
Участник чемпионата Европы 1977, 100 метров брассом — 8 место. Участник чемпионата мира 1978, 100 метров брассом — 9 место. Победитель Кубка Европы 1979. Чемпион Спартакиады народов СССР 1979. Трёхкратный чемпион СССР в плавании на 100 метром брассом: 1978, 1979, 1980 годов. Четырёхкратный призёр чемпионатов СССР по плаванию: 1978, 1979, 1981 годов.